# Орден Белізу
Орден Белізу — одна з найвищих державних нагород Белізу.

## Статут
Орден було започатковано 16 серпня 1991 року, коли було ухвалено Закон про заснування національних нагород. Орденом нагороджуються глави дружніх до Белізу держав, іноземні громадяни, які мають заслуги перед Белізом, а також громадяни Белізу, в тому числі посмертно.
Формально сувереном ордена є британський монарх. Орден вручається за рішенням прем'єр-міністра Белізу на підставі рекомендацій нагородного комітету.

## Ступені
Орден має один клас — знак вручається із плечовою стрічкою.
Нагороджений має право на зазначення постномінальних літер — OB.

## Опис
Знак ордена виготовляється з золота в вигляді круглої медалі. В центрі — медальйон, на якому кольоровими емалями зображено карту Белізу. Медальйон оточений каймою з написом і зовнішньою каймою зеленої емалі з рослинним орнаментом, як на державному гербі. Знак за допомогою перехідної ланки у вигляді голови ягуара кріпиться до орденської стрічки.
Стрічка ордена шовкова муарова червоного кольору з синьою смугою по центру й золотавими смугами по краях.

## Кавалери ордена
- Феліпе Кальдерон
- Фідель Кастро
- Вісенте Фокс
- Ма Їнцзю
- Карлос Салінас де Гортарі
- Цай Інвень